# جادسوم
جادسوم ميمياس دي أوليفيرا دا سيلفا المعروف بإسم جادسوم هو لاعب كرة قدم برازيلي ولد بتاريخ 20 مايو 2001 في ريسيفي.

## مسيرته
بدأ مسيرته في سبورت ريسيفي البرازيلي ثم إنتقل إلى نادي كروزيرو البرازيلي ومن بعده إنتقل إلى ريد بل براغانتينو البرازيلي.

## وصلات
جادسوم على موقع قاعدة بيانات كرة القدم.إي يو (الإنجليزية)
- جادسوم على موقع Soccerway.com (الإنجليزية)